# 石渓駅 (広州市)
石渓駅（せっけいえき）は、中華人民共和国広東省広州市海珠区工業大道南と新業路の交差点に位置する広仏地下鉄（広仏線）の駅。

## 歴史
- 2009年8月：着工。
- 2018年12月28日：開業[1]。

## 駅構造
島式ホーム1面2線を有する地下駅。

### のりば
| 番線 | 路線     | 行先                |
| ---- | -------- | ------------------- |
| 1    | ■ 広仏線 | 瀝滘方面            |
| 2    | ■ 広仏線 | 仏山市街 新城東方面 |

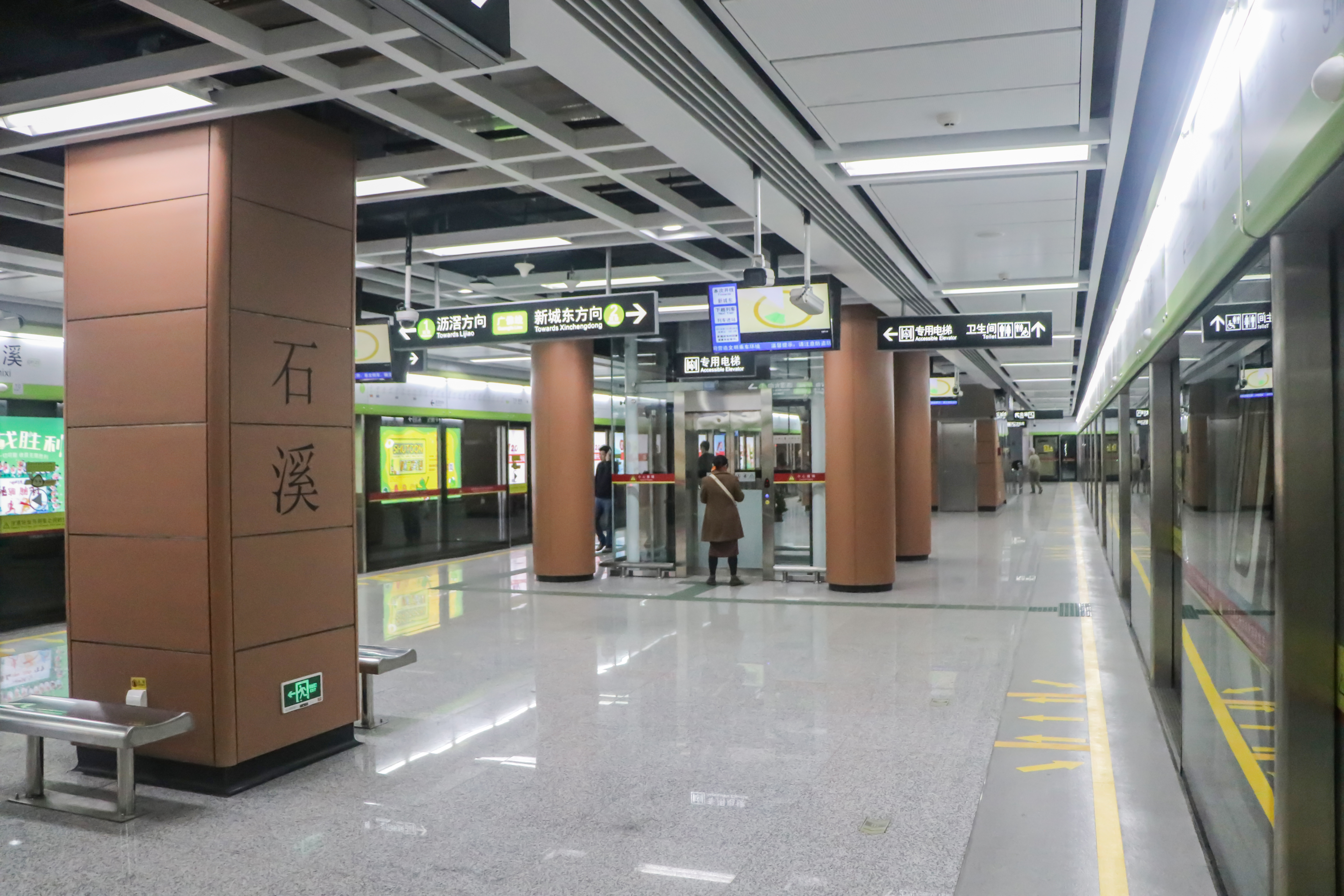
ホーム
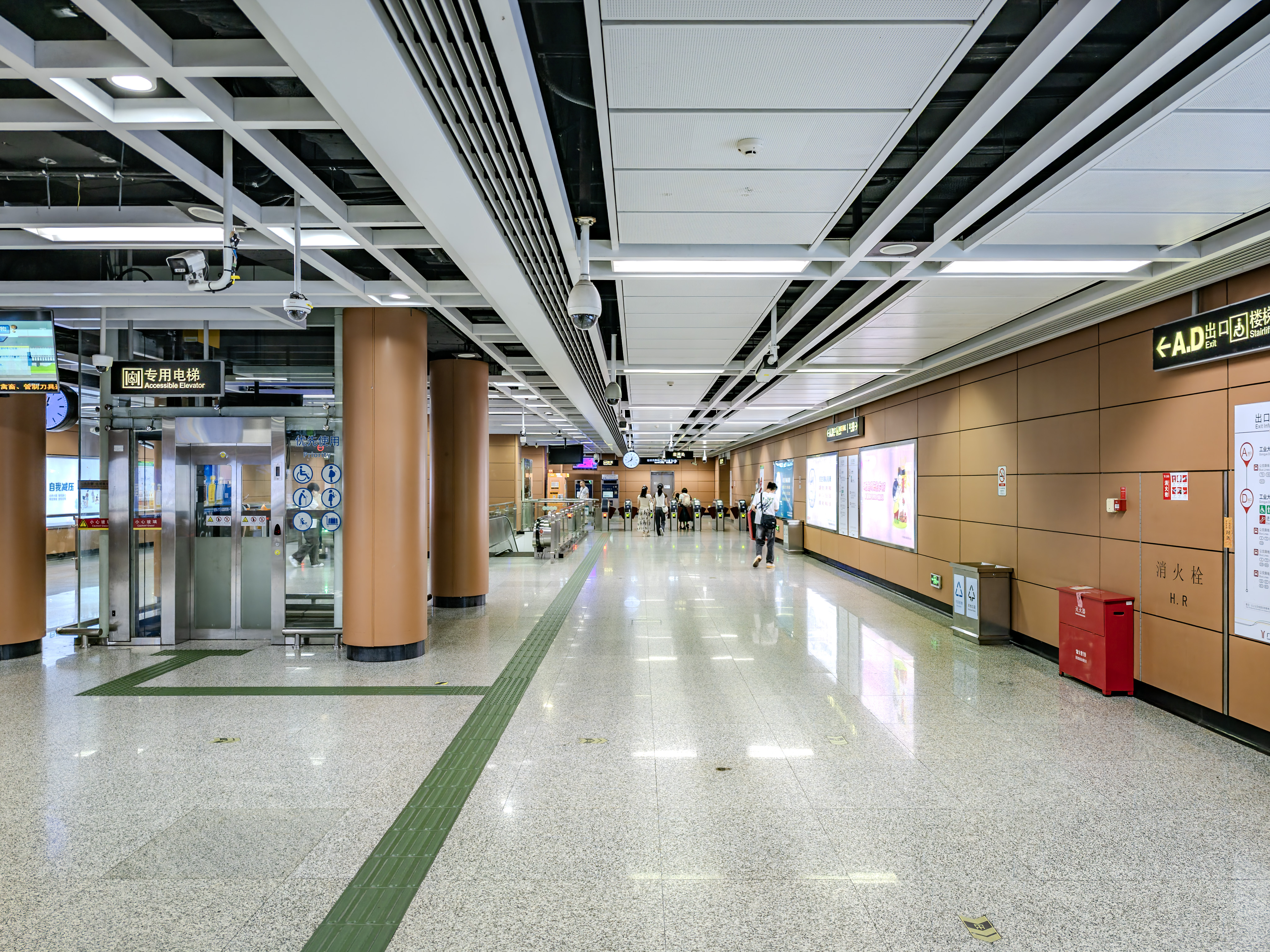
コンコース

## 将来乗り入れの路線
広州地下鉄10号線は、当駅の東側に工業大道南駅を設置しています。当初は両駅とも「石渓駅」の名称で統一され、改札内乗り換えが可能となる予定でした。しかし周辺住民の反対により乗り換え通路の建設が中止され、乗客の混乱を防ぐため、10号線の駅は最終的に「工業大道南駅」と命名されました。ただし10号線の建設時には乗り換え通路建設のための構造が予め組み込まれており、今後の建設が可能な状態です（具体的な実施時期は未定）。

## 駅周辺
- 鳴翠花園
- 石渓大森林裝飾材料城
- 中順・領御公館
- 和安ビル
- 第三金碧花園
- 金碧都市広場
- 金碧花園
- 広州金碧大世界ホテル
- 第二金碧花園
- 10号線 工業大道南駅

## 隣の駅
広州地下鉄
■ 広仏線
燕崗駅 GF22 - 石渓駅 GF23 - 南洲駅 GF24